# دانييل ماكوفي
دانييل ماكوفي (مواليد 15 سبتمبر 1992) هو سبّاح روماني، مثّل بلاده في الألعاب الأولمبية الصيفية 2016.

## روابط خارجية
دانييل ماكوفي على موقع الاتحاد الدولي للسباحة (الإنجليزية)
- دانييل ماكوفي على موقع أوليمبيديا (الإنجليزية)